# 목성 장벽

오르트 구름은 소행성체 대부분의 근원지로, 목성형 행성들이 이 천체들이 내태양계로 들어오는 것을 상당수 막아주고 있다.

목성 장벽(영어: Jupiter Barrier) 또는 목성-토성 장벽(영어: Jupiter Saturn Barrier)은 카이퍼대나 오르트 구름 등 외태양계 천체가 소행성대 안쪽 내태양계로 들어오지 못하도록 목성형 행성(특히 목성)들이 중력을 통해 이를 막는 것을 가리킨다.
만약 오르트 구름에 있는 천체의 근일점이 외태양계로 들어왔다고 하면, 근일점 거리는 타원 반축(semiaxis)과 큰 관련이 있는데, 반축 길이가 10,000 ~ 20,000 AU라면 해당 천체의 근일점이 목성과 토성 사이에서 움직일 수 있는 범위는 매우 좁아지고, 따라서 이 천체는 쉽사리 내태양계로 들어가지 못하고 외태양계에 오래 머물게 되며, 섭동으로 인해 태양계 바깥으로 내던져질 가능성이 높다.
하지만 최근 시뮬레이션 결과 목성이 오히려 소행성을 많이 불러왔던 경우도 있었기 때문에, 정말로 목성이 내태양계를 "보호"해 주는지에 대해서 의문시되고 있다.

## 참고 문헌
- Mikhail Kovlevich Marov, Mikhail Y. Marov, Hans Rickman: Collisional Processes in the Solar System. Springer 2001, ISBN 0792369467, pp. 80-82
- Julio A. Fernandez: Comets: Nature, Dynamics, Origin, and their Cosmogonical Relevance. Sprnger, 2006, ISBN 9781402034954, pp. 136-138
- Harold F. Levison, Luke Dones, Martin J. Duncan: : The Origin Of Halley-Type Comets: Probing The Inner Oort Cloud
- Luke Dones, Paul R. Weissmann, Harold F. Levison, Michael J. Duncan: Oort Cloud Formation and Dynamics

## 같이 보기
- 슈메이커-레비 9 혜성